# Army of Virginia
Die Army of Virginia (Virginia-Armee) war ein Großverband des US-Heeres. Sie bestand  vom 26. Juni bis zum 12. September 1862.
Während des Bürgerkrieges war es Brauch, größere Heeresverbände nach den Gebieten zu benennen, in denen sie hauptsächlich aktiv waren. Die Virginia-Armee war während ihrer kurzen Existenz ausschließlich im Norden des Bundesstaates eingesetzt.
Ihr Oberbefehlshaber war Generalmajor Pope.
Sie bestand aus drei Korps unter den Generalen Sigel, Banks und McDowell. Nach der Niederlage in der zweiten Schlacht von Manassas wurde die Armee am 12. September 1862 in die Potomac-Armee eingegliedert.

## Oberbefehlshaber
- Generalmajor John Pope (26. Juni 1862 – 12. September 1862)

## Schlachten und Feldzüge
- Schlacht am Cedar Mountain
- Erstes Gefecht bei Rappahannock Station
- Zweite Schlacht am Bull Run
- Gefecht bei Chantilly/Ox Hill